# Дібрівка (Золотоніський район)
Ді́брівка  — селище в Україні, у Золотоніському районі Черкаської області. Входить до складу Новодмитрівської сільської громади. Населення — 243 чоловіка.

## Історія
Село виникло з хутора Дібрівка, утворилося з двох кутків — Смагліївщини та Коляківщини. Першими поселенцями були двоюрідні брати Смаглій та Коляк. Дібрівка, ймовірна, була заселена у третій чверті ХІХ ст. Ця осада ще не згадується в перепесних документах за 1859 р., перші відомості про неї знайдено в історичному джерелі, датованому 1885 р., як "Дубровка, хутір". У 1885 р. на хуторі, який був підпорядкований Золотоніській волості, налічувалося 27 дворів із населенням 165 мешканців.

## Сучасність
Село газифіковано, телефонізовано. Працює сільський клуб, два магазини, з яких один приватний.

## Персоналії
У Дібрівці народився Герой Радянського Союзу Рибалко Василь Іванович (* 28 серпня 1921).